# Gunnar Berg (Maler)

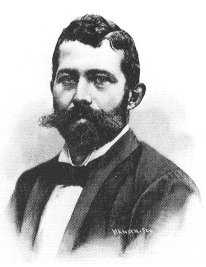
Gunnar Berg

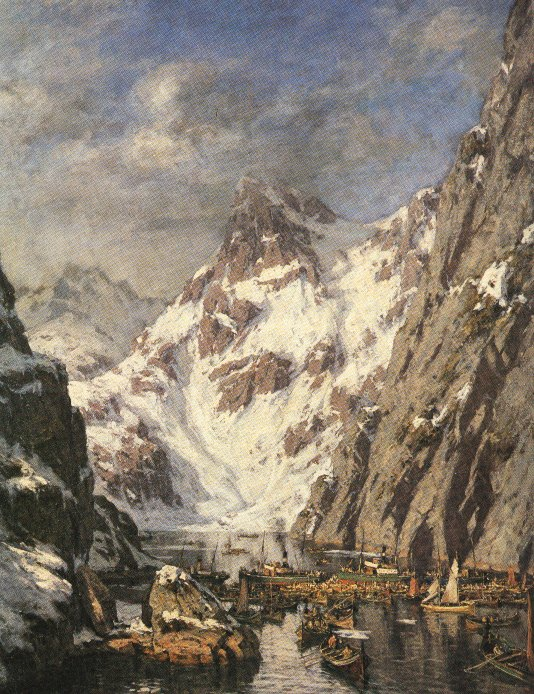
Trollfjordslaget (Die Trollfjordschlacht)

Gunnar Berg (* 21. Mai 1863 in Svolvær; † 23. Dezember 1893 in Berlin) war ein norwegischer Maler, bekannt durch seine Lofotenbilder.

## Leben
Berg wuchs auf in Svolvær, Lofoten, wo sein Vater Lars Todal Walnum Berg ein führender Kaufmann war. Er sollte auch Kaufmann werden und lernte im väterlichen Geschäft, dann 1882 bis 1883 in Bergen, wo er sich von dem Stilllebenmaler und Fotografen Hans Jørgen Nicolaysen unterweisen ließ. Auf Rat von Adelsteen Normann, einem Freund der Familie, ging er an die Kunstakademie Düsseldorf, um 1883 bis 1885 bei Eugen Dücker Malerei zu studieren. Hier traf er auch auf die norwegischen Maler Ludvig Munthe und Georg Anton Rasmussen. Während Normann und Otto Sinding die dramatische Natur der Lofoten betonten, legte Berg mehr Wert auf die Darstellung des täglichen Lebens in den Fischerdörfern. Die Fischerboote im Hafen bilden auf vielen Bildern den Vordergrund. Anders als die älteren Kollegen, die Norwegen nur im Sommer malten, zeigte Berg es vor allem schneebedeckt im Winter.
Nach dem Studium kehrte er nach Svolvær zurück und erbaute sich ein Atelier, das noch erhalten ist. Otto Sinding war im Winter 1885/86 Gast der Familie Berg, und beim gemeinsamen Freiluftmalen konnte Gunnar von dem Älteren lernen. Er nutzte auch eigene Fotografien als Vorlagen. Er pendelte jetzt zwischen Deutschland und Lofoten.
Seit 1887 lebte er wie Normann meist in Berlin. Normann nahm ihn auch nach Paris mit. 1893 erkrankte Berg an Krebs, und ein Bein musste ihm amputiert werden. Dennoch reiste er nach Berlin, wo er im Winter 30-jährig starb. Er ist im Familiengrab auf Gunnarholmen in Svolvær beigesetzt. Hier wurde 1994 auch seine Büste aufgestellt.